# Der Internationale Wettbewerb
Der Internationale Wettbewerb ist eine Skiffle-, Beat- und Rockband aus Berlin.

## Geschichte

### Entstehung
Die Band wurde 2003 gegründet, zunächst nur mit der Absicht, im Sommer Straßenmusik zu machen. Die Gründungsmitglieder gingen zum größten Teil aus der Showband der Lesebühne Lokalrunde hervor.
Jan Opoczynski, Verfasser deutscher Texte, Komponist und Sänger, war ebenfalls seit 2003 dabei und ist heute der Kopf der Band. 
2007 stieg Schauspieler Alexander Scheer als festes Bandmitglied ein. Er spielt beim Internationalen Wettbewerb Gitarre und tritt als zweiter Frontmann auf.
Nachdem Der Internationale Wettbewerb bereits im Gründungsjahr erste Clubengagements absolvierte und 2005 auf Russland-Tour ging, wurde das Projekt als eigenständige Band fortgeführt.

### Debütalbum
Im Sommer 2009 mieteten die Musiker ein ehemaliges LPG-Kulturhaus bei Bad Freienwalde (Oder) und machten dort Aufnahmen für ihr Debüt-Album Kein Schnaps für Sascha, das am 23. Februar 2012 bei dem österreichischen Label office4music erschien.
Fragmente des darin enthaltenen Songs Komm wir fahrn zur Endstation wurden bereits 2008 von Alexander Scheer für seine Rolle als Straßenmusiker in dem Fernsehfilm Der Heckenschütze (Regie: Manfred Stelzer, 2008) verwendet. Das Lied belegte außerdem 2011 beim Sommersong-Wettbewerb der rbb-Sendung zibb den zweiten Platz.

## Rezeption
Das Debütalbum wurde von der Öffentlichkeit u. a. mit Ostrock assoziiert, aber wohlwollend aufgenommen. So schreibt der Musikexpress: 
„Kaum zu glauben, aber: Die Ehrenrettung des DDR-Pop ist hiermit grandios geglückt. [...] Stilecht aufgenommen im Tanzsaal eines ehemaligen LPG-Kulturhauses, schüttelt das straßenmusikgestählte Septett [...] die locker-flockigen Deutschrock-Hits mit leicht ironischen Texten nur so aus den Ärmeln der Pyjamas, in denen sie auf dem Cover abgebildet sind. Nicht so plump wie die Puhdys, nicht so verbissen wie City, nicht so prätentiös wie Silly, aber dafür so rotzfrech wie Pankow, virtuos wie Karussell und vor allem so poesieprotzend und doch elegant wie Manfred Krug. [...]“

## Repertoire
Das Repertoire enthält neben den deutschsprachigen Kompositionen von Jan Opoczynski auch Stücke, die durch Sänger wie Johnny Cash, Adriano Celentano oder Carl Perkins berühmt wurden.

## Trivia
Eines der Gründungsmitglieder war Sebastian Maschat, der in der Straßenmusikbesetzung Teekistenbass spielte. Seit 2006 ist er Schlagzeuger bei The Whitest Boy Alive, mit denen sich Der Internationale Wettbewerb anfangs auch das Studio teilte.
Die Tonbandmaschine (Studer A80), die 2009 für die Aufnahmen des Debütalbums zum Einsatz kam, gehörte vorher u. a. zum mobilen Studio von Eric Clapton.
In dem Fernsehfilm Meine fremde Tochter (Regie: Manfred Stelzer, 2007, u. a. mit Götz George) spielt Der Internationale Wettbewerb eine Hochzeitskapelle.
Eine Textzeile aus dem Jan-Opoczynski-Song Bruder Jakob („Er steht vor dem Spiegel / sieht fast wie Elvis aus / der Kleiderschrank spuckt noch ne Lederjacke aus“) bezieht sich auf Opoczynskis Nebenrolle in dem 1991er DEFA-Film Das Mädchen aus dem Fahrstuhl (Regie: Herrmann Zschoche), in der er mit Elvistolle und Lederjacke auftritt.
Die aktuelle Besetzung der Band besteht nur aus gebürtigen Berlinern.

## Diskografie
- 2012: Kein Schnaps für Sascha (Album, office4music)